# Kogöl (Mörlunda socken, Småland)
Kogöl är en sjö i Hultsfreds kommun i Småland och ingår i Emåns huvudavrinningsområde.